# بحيرة بانغويلو

Lake Bangweulu (red) and the Congo River system

تقع بحيرة بانغويلو في جنوب شرق قارة أفريقيا ،في الجزء الغربي، من زامبيا ، تبلغ مساحتها 4325كم² ، إلا أن مساحتها تزداد في فترة هطول الأمطار الصيفية حيث تبلغ 4921كم²